# سرخرگ درشت‌نئی پسین
سرخرگ درشت‌ئنی پسین یا شریان تیبیال خلفی (به انگلیسی: Posterior tibial artery) یکی از دو شاخه تنه درشت‌نئی‌نازک‌نئی بوده که از سرخرگ پشت‌زانویی (پوپلیتئال) جدا می‌شود. این سرخرگ خون‌رسانی کُمپارتمان خلفی ساق پا و سطح کف‌پایی (پلانتار) پا را برعهده دارد. دو سیاهرگ درشت‌نئی پسین در سطح داخلی ساق پا این سرخرگ را همراهی می‌کنند.
سرخرگ درشت‌ئنی پسین بین طبقه سطحی و عمقی عضلات خلف ساق همراه عصب درشت‌ئنی حرکت کرده و نهایتاً در عقب قوزک داخلی زیر نگهدارنده خم‌کننده پا (فلکسور رتیناکولوم پا) به دو شاخه کف‌پایی داخلی و خارجی تقسیم می‌شود.

## شاخه‌ها
- سرخرگ نازک‌نئی قوسی (شریان سیرکومفلکس فیبولا)
- سرخرگ کف‌پایی داخلی (شریان پلانتار مدیال): کوچک‌تر است و به صورت شاخه‌ای در سمت داخل انگشت شست در نمای کف‌پایی (پلانتار) پخش می‌شود.
- سرخرگ کف‌پایی خارجی (شریان پلانتار خارجی): درشت‌تر است و نهایتاً به صورت قوس کف‌پایی در می‌آید پس از اتصال به شاخه کف‌پایی عمقی سرخرگ پشتی پا از قوس شریانی کف‌پایی شاخه‌های کف‌پایی استخوان‌های کف پا جدا می‌شوند.

## نگارخانه

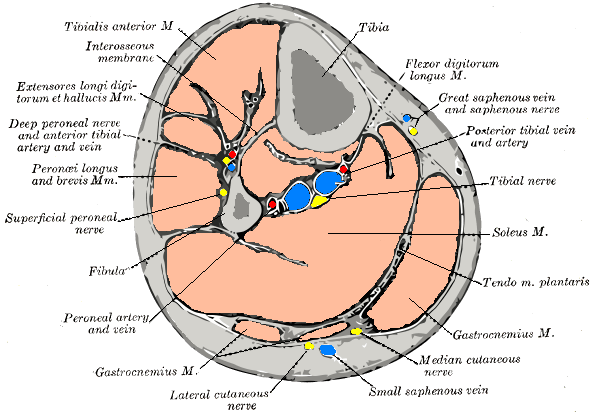
مقطع عرضی از میانه ساق پا.
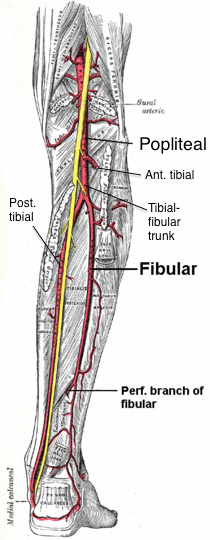
سرخرگ‌های مهم ساق پا(نمای پشتی).
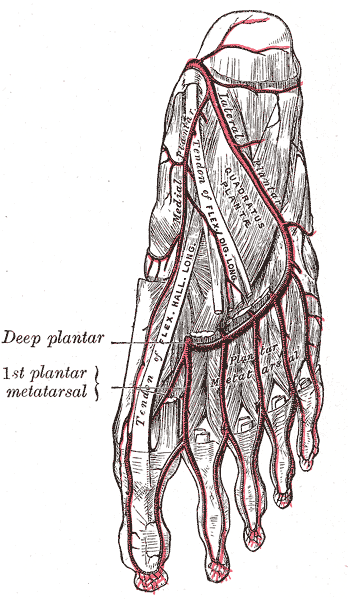
سرخرگ‌های کف پا (نمای عمقی).